# Marfil, Guanajuato
Marfil är en ort i Mexiko.   Den ligger i kommunen Guanajuato och delstaten Guanajuato, i den centrala delen av landet, 280 km nordväst om huvudstaden Mexico City. Marfil ligger 1 964 meter över havet och antalet invånare är 15 241.
Terrängen runt Marfil är kuperad åt nordost, men åt sydväst är den platt. Runt Marfil är det ganska tätbefolkat, med 160 invånare per kvadratkilometer. Närmaste större samhälle är Guanajuato, 4,0 km nordost om Marfil. Trakten runt Marfil består i huvudsak av gräsmarker.